# Кюбліс
Кюбліс (нім. Küblis) — громада  в Швейцарії в кантоні Граубюнден, регіон Преттігау/Давос.

## Географія
Громада розташована на відстані близько 180 км на схід від Берна, 20 км на схід від Кура.
Кюбліс має площу 8,1 км², з яких на 4,6% дозволяється будівництво (житлове та будівництво доріг), 43,9% використовуються в сільськогосподарських цілях, 43,7% зайнято лісами, 7,9% не є продуктивними (річки, льодовики або гори).

## Демографія
2019 року в громаді мешкало 844 особи (+3,1% порівняно з 2010 роком), іноземців було 16,7%. Густота населення становила 104 осіб/км².
За віковим діапазоном населення розподілялося таким чином: 18,1% — особи молодші 20 років, 60,9% — особи у віці 20—64 років, 21% — особи у віці 65 років та старші. Було 396 помешкань (у середньому 2,1 особи в помешканні).
Із загальної кількості 593 працюючих 50 було зайнятих в первинному секторі, 224 — в обробній промисловості, 319 — в галузі послуг.